# Music for Crocodiles
 (janvier 2023).
Si vous disposez d'ouvrages ou d'articles de référence ou si vous connaissez des sites web de qualité traitant du thème abordé ici, merci de compléter l'article en donnant les références utiles à sa vérifiabilité et en les liant à la section « Notes et références ».
Albums de Susheela Raman
Love Trap
(2003) 33 1/3
(2007)
Music for Crocodiles est le troisième album de la chanteuse britannique Susheela Raman, paru le 12 septembre 2005 chez Virgin Records.

## Liste des titres
Les treize titres de cet album sont :
1. What Silence Said - 4:41
2. Music for Crocodiles - 5:00
3. Light Years - Intro - 1:40
4. Light Years - 5:57
5. The Same Song - 4:09
6. Meanwhile - Intro - 1:36
7. Meanwhile - 3:52
8. Chordhiya - 5:37
9. Idi samayam - 5:32
10. L'Âme volatile - 3:36
11. Sharavanna - Intro - 1:45
12. Sharavanna - 6:08
13. Leela - 3:49